# Subdivisiones de la República de Irlanda
La República de Irlanda, en cuanto a administración local, está dividida en 34 condados administrativos, incluyendo las 5 ciudades con estatuto de condado. Las provincias históricas y los condados tradicionales no poseen más funciones administrativas, pero se usan para algunos fines específicos. Las regiones que fueron establecidas en 1994 se nombran en el contexto de ciertos en trámites administrativos, estadística, etc.

## Provincias históricas
En la antigua cultura gaélica, Irlanda fue dividida en provincias, para substituir el sistema anterior de tuatha (gaélico, singular: tuath). Un tuath era un grupo autónomo de personas de jurisdicción política independiente bajo la autoridad de un jefe llamado Rí Tuaithe (rey tribal, frecuentemente el jefe de un clan).
En el siglo VI, la isla de Irlanda estaba dividida en 5 cúigí (porciones o quintos, singular: cúige). Las actuales 4 provincias de Irlanda surgieron a partir de estos cúigí: Uladh (Úlster), Laighean (Leinster), Connachta (Connacht) e Mumha (Munster). El quinto cúige, Mídh (Meath), corresponde a los actuales condados de Meath, Westmeath, Longford y Offaly localizados en la provincia de Leinster (el actual condado de Louth de la provincia de Leinster, era considerado parte de Úlster).
Estas provincias comenzaron libremente como estados confederados con sus fronteras un tanto flexibles, pero, actualmente, ellas están asociadas con un grupo específico de condados, aunque no poseen ningún estatus legal o función administrativa.
Las provincias son hoy vistas en un contexto deportivo, a medida en que los cuatro equipos profesionales de rugby de Irlanda juegan bajo los nombres de las provincias, y la Gaelic Athletic Association mantiene campeonatos provinciales separados.
La separación de Irlanda del Norte dividió la provincia de Úlster en dos partes: La mayor (con seis condados en la época de la separación) es la actual Irlanda del Norte y la menor (tres condados), es actualmente dos partes discontinuas de la República de Irlanda. A Irlanda del Norte se le conoce usualmente como Ulster. Esto puede causar confusión, toda vez que una parte de la provincia histórica de Úlster sigue bajo la administración de la República de Irlanda.
Las cuatro provincias históricas son:
|   | Provincia | Población (2006) | Área (km²) | Capital |
| - | --------- | ---------------- | ---------- | ------- |
|   | Leinster  | 2.292.939        | 19.801     | Dublín  |
|   | Munster   | 1.172.170        | 24.674     | Cork    |
|   | Connacht  | 503.083          | 17.711     | Galway  |
|   | Úlster    | 1.993.918        | 22.227     | Belfast |
| — | Total     | 5.962.110        | 84.412     |         |

Nota (*)

Provincias de Irlanda.

La población de la provincia de Úlster es la suma del resultado del censo de 2006 para los condados de Úlster localizados en la República de Irlanda (266.733 habitantes) con la población estimada para 2006 de Irlanda del Norte (1.727.185 habitantes). La población de las demás provincias son resultados del censo de 2006. El área de la provincia de Úlster que pertenece a la República de Irlanda es de 8.088 km² y el área perteneciente a Irlanda del Norte es de 14.139 km².

## Condados

### Condados tradicionales
Tras la ocupación de la isla en el siglo XII por los reyes de Inglaterra (generalmente conocida por los irlandeses como invasión normanda), el sistema de provincias fue superado por el de condados.
En cuanto a las provincias, estas siguieron existiendo sin alteraciones por siglos, pero los condados fueron alterados bajo la administración normanda e inglesa. De los condados históricos, Condado de Desmond y Condado de Coleraine ya no existen, y varios otros cambiaron de nombre. Durante mucho tiempo la isla estuvo dividida en 32 condados (Gaélico: contae o condae), lo que generó los actuales 32 condados tradicionales, 26 en la actual República de Irlanda y seis en la actual Irlanda del Norte.
A principios del siglo XX toda la isla de Irlanda pertenecía al Reino Unido. Tras varias rebeliones independentistas, el 6 de diciembre de 1921, se firmó el Tratado Anglo-Irlandés. Desde entonces, Irlanda se convierte en un país independiente perteneciente a la comunidad británica (dominion status), y a los seis condados del norte de mayoría protestante se les otorga un cierto grado de independencia administrativa. El nuevo estado pasó a llamarse Estado Libre de Irlanda (inglés: Irish Free State, gaélico: Saorstát Éireann). El 12 de diciembre de 1922, los seis condados del norte (actual Irlanda del Norte) votaron y decidieron volver al Reino Unido. El 18 de abril de 1949, el Estado Libre de Irlanda, cortó definitivamente sus lazos con el Reino Unido, a través de una nueva constitución y de la consecuente instalación de la república, volviéndose la República de Irlanda (Gaélico: Poblacht na hÉireann).
Los 26 condados de la República de Irlanda:
1. Condado de Donegal
2. Condado de Wicklow
3. Condado de Wexford
4. Condado de Carlow
5. Condado de Kildare
6. Condado de Meath
7. Condado de Louth
8. Condado de Monaghan
9. Condado de Cavan
10. Condado de Longford
11. Condado de Westmeath
12. Condado de Offaly (*)
13. Condado de Laois (*)
14. Condado de Kilkenny
15. Condado de Waterford
16. Condado de Cork
17. Condado de Kerry
18. Condado de Limerick
19. Condado de Tipperary
20. Condado de Clare
21. Condado de Galway
22. Condado de Mayo
23. Condado de Roscommon
24. Condado de Sligo
25. Condado de Dublín
26. Condado de Leitrim

Condados de la República de Irlanda e Irlanda del Norte.

Los seis condados de Irlanda del Norte:
1. Condado de Fermanagh
2. Condado de Tyrone
3. Condado de Derry (o Londonderry)
4. Condado de Antrim
5. Condado de Down
6. Condado de Armagh

(*) Los condados de Offaly y Laois eran conocidos como Condado del Rey (King's County) y Condado de la Reina (Queen's County) antes de la independencia de Irlanda.
Los 26 condados tradicionales no existen más que a fines de gobernanza local.
Los condados tradicionales eran antiguamente adoptados por organizaciones culturales y deportivas como la Gaelic Athletic Association, que organizaban actividades y todavía  atraen grandes lealtades, principalmente en el campo deportivo.

### Condados administrativos
El marco inicial para el establecimiento de un sistema de gobierno local en Irlanda (similar al que fue creado en Gran Bretaña) y la formación de los condados administrativos y sus estatutos, fue la ley de gobierno local de Irlanda aprobada por el parlamento del Reino Unido en 1898 (Local Government Act 1898 - 61 & 62 Vict. c. 37).
En la República de Irlanda, en cuanto a gobierno local, algunos condados tradicionales fueron reestructurados: seis de los veintiséis condados originales pasaron a tener más de un área de autoridad local, totalizando treinta y cuatro condados administrativos, incluyendo las ciudades con estatuto de condado (county-boroughs).
Estas fueron las reestructuraciones desde la publicación de la ley:
- 1898: El condado tradicional de Tipperary se dividió en los condados administrativos de Condado de Tipperary Norte y Condado de Tipperary Sul. Las ciudades de Cork, Dublín, Limerick y Waterford se separaran de los condados administrativos del mismo nombre y pasaron a poseer estatuto de condado (county-boroughs o county-level authorities);
- 1920: El nombre de los condados del Rey y de la Reina (King's County y Queen's County), cambió a Offaly y Laois, respectivamente;
- 1985: La ciudad de Galway se separó del condado administrativo de Galway y también pasó a condición de county-borough;
- 1 de enero de 1994: Se establecieron ocho autoridades regionales. En la misma fecha, el condado tradicional de Dublín se dividió en los condados administrativos de: Dun Laoghaire-Rathdown (capital Dún Laoghaire), Fingal (Swords) y South Dublin (Tallaght).

Con el surgimiento y crecimiento de las ciudades, las fronteras administrativas han sido alteradas con frecuencia para incluir ciudades que estaban divididas entre dos condados, enteramente dentro de un mismo condado.
Los nuevos condados administrativos son frecuentemente ignorados (excepto para cuestiones de gobierno local y administración), por no ser tradicionales.

## Regiones
Las ocho autoridades regionales actuales datan de 1994. Sus funciones están básicamente reducidas a educación y estadísticas. Las regiones no están relacionadas con las 4 provincias históricas pero están basadas en los condados administrativos. Son:
1. Border: condados de Cavan, Donegal, Leitrim, Louth, Monaghan y Sligo.
2. West: condados de Galway, Mayo y Roscommon.
3. Midland: condados de Laois, Longford, Offaly y Westmeath.
4. Mid-East: condados de Kildare, Meath y Wicklow.
5. Região de Dublín: ciudad de Dublín y los condados de Dun Laoghaire-Rathdown, Fingal y South Dublin.
6. South-East: condados de Carlow, Kilkenny, South Tipperary, Waterford y Wexford.
7. South-East: condados de Cork y Kerry.
8. Mid-West: condados de Clare, Limerick y North Tipperary.